# Sky Devils

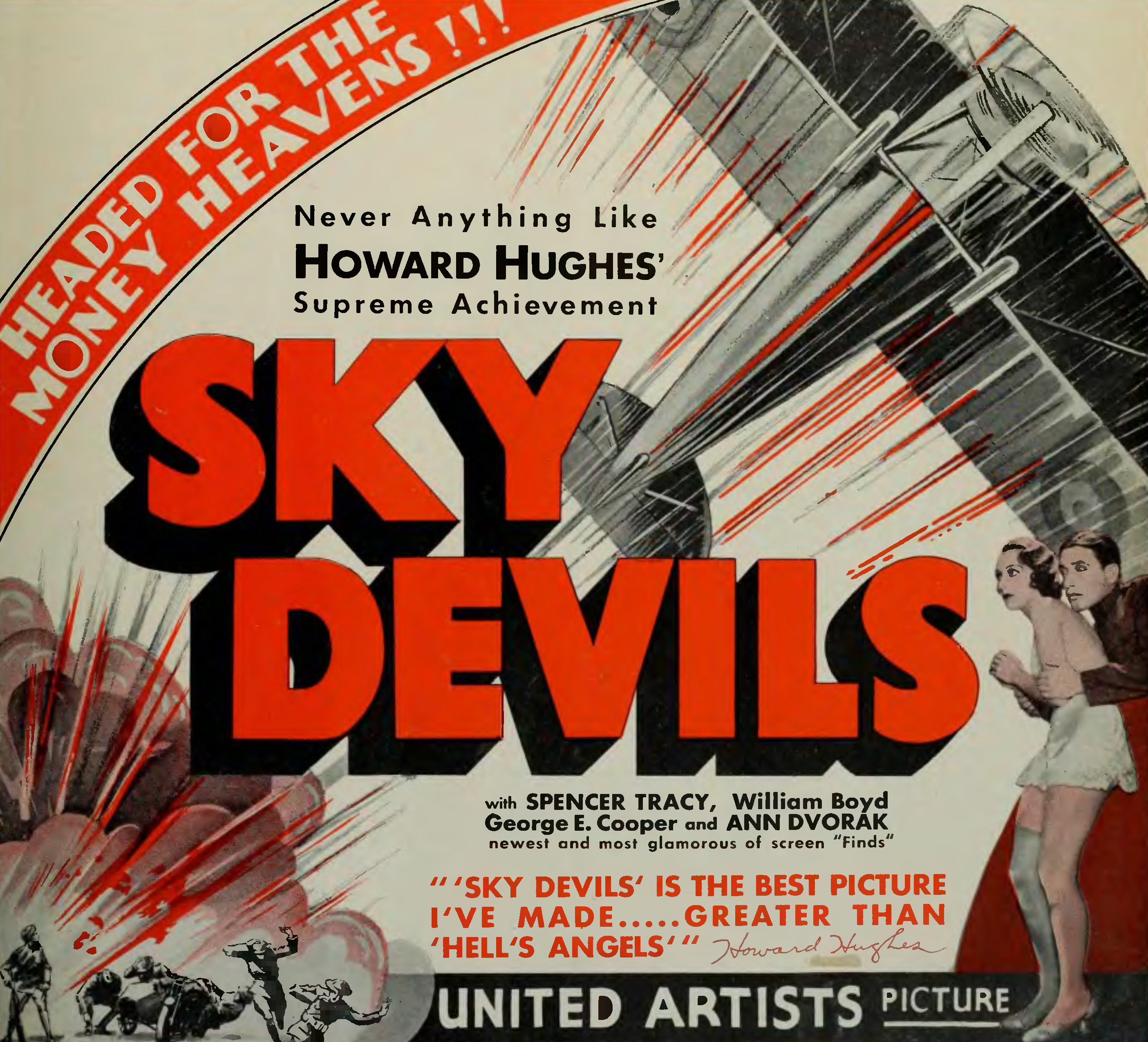
Publicité pour le film dans le magazine The Film Daily.

Sky Devils est un film américain réalisé par Edward Sutherland et Busby Berkeley, sorti en 1932.

## Synopsis
En 1917, les sauveteurs Wilkie et Mitchell, qui ne savent même pas nager, tentent de rester à l'écart de la guerre. Alors qu'un homme est en train de se noyer, le sergent Hogan de l'US Army Air Corps sauve l'homme, mais ils n'hésitent pas à s'en attribuer le mérite.
Lorsque les deux hommes se rendent à un match de boxe au profit de la Croix-Rouge, ils rencontrent à nouveau le sergent, présenté comme "One Punch" Hogan, mais Wilkie l'assomme, avant de se faufiler avec Mitchell, alors qu'une foule se rassemble. Les deux amis jurent qu'ils ne rejoindront jamais l'armée, mais cèdent et se retrouvent plus tard en uniforme.

## Fiche technique
- Réalisation : Edward Sutherland et Busby Berkeley
- Scénario : Joseph Moncure March, Edward Sutherland, Robert Benchley
- Producteur : Howard Hughes
- Photographie : Gaetano Gaudio
- Montage : Douglas Biggs
- Musique : Alfred Newman
- Genre : Comédie[1]
- Production : The Caddo Co.
- Distributeur : United Artists
- Durée : 89-90 minutes
- Date de sortie :
  - États-Unis : 16 février 1932

## Distribution
- Spencer Tracy : Wilkie
- William "Stage" Boyd : Sgt Hogan
- George Cooper : Mitchell
- Ann Dvorak : Mary Way
- Billy Bevan : le Colonel
- Yola d'Avril : Fifi
- Forrester Harvey : Innkeeper
- William B. Davidson : Captaine
- Jerry Miley : Lieutenant